# Accident ferroviaire de Fampoux
L'accident ferroviaire de Fampoux, aussi appelé catastrophe de Fampoux a lieu dans le nord de la France, le 8 juillet 1846, sur le territoire de cette commune du Pas-de-Calais, lorsque sur la ligne de Paris à Lille, nouvellement ouverte, le déraillement meurtrier d'un train fait quatorze morts et une quarantaine de blessés.

## Circonstances

### Traitement de l'information
À l'époque, le télégraphe électrique entre Paris et Lille est encore en projet, et les nouvelles sur l'événement seront diffusées tardivement et avec un certain flou, tant par les autorités que par la presse nationale ou régionale. Il est cependant possible, en recoupant les sources, notamment judiciaires, de reconstituer l'essentiel des faits.

### Une ligne récemment ouverte
L'État a construit par tronçons successifs l'infrastructure de la ligne Paris-Lille et de son prolongement vers le réseau de l'État belge et Bruxelles, et a été autorisé à les concéder par une loi du 15 juillet 1845. Le 9 septembre 1845, le ministre des travaux publics en a adjugé la concession à « MM. de Rothschild frères, Hottinguer et compagnie, Charles Laffitte, Blount et compagnie », qui, après quelques péripéties juridico-financières, ont créé la Compagnie des chemins de fer du Nord le 20 septembre 1845. Une fois la ligne équipée, un arrêté ministériel du 31 mai 1846, rendu exécutoire par les préfets de chacun des départements traversés, en a provisoirement organisé la police générale, avant son inauguration en grande pompe les 14 et 15 juin 1846, et son ouverture au public cinq jours plus tard.
Afin de répondre à l'engouement pour le nouveau mode de transport alors que le débit de la ligne reste limité par certaines de ses sections encore en travaux ou à voie unique, lors des premières semaines de son exploitation, la Compagnie des chemins de fer du Nord doit faire circuler des trains longs et lourds, nécessitant une remorque en double traction.
Le mercredi 8 juillet, un convoi regroupant les trains pour Lille et Valenciennes a quitté la gare du Nord à 7 h. Compte tenu de sa composition et de sa charge, il est tiré par deux locomotives à vapeur, et cinq de ses wagons sont dotés d'un garde frein. Il comprend en effet vingt-six véhicules, dont
des fourgons à bagages, des voitures des trois classes, et neuf wagons plats (dits trucks) sur lesquels ont été arrimées des diligences, des chaises de poste, et les berlines de voyage de diverses personnalités.
À Amiens, à la faveur du changement de sens, deux trucks ont été ajoutés, dont un chargé d'une diligence Rouen-Lille.

### L'accident
Environ huit kilomètres après la Gare d'Arras, qu'il a quittée à 15h 45, le train, désormais remorqué par la locomotive no 44 suivie de la no 48, vient de descendre la pente de 4‰ précédant le viaduc sur la Scarpe et aborde le remblai en rampe de 4,5‰ édifié sur la zone marécageuse précédant la station de Rœux. Il est 15 h 55, quand soudain une violente secousse se produit en tête du convoi. Alors que la première machine se maintient sur la voie, la seconde, dont le mécanicien a immédiatement renversé la vapeur, déraille, entraînant les véhicules suivants. Des deux fourgons à bagages placés en tête, seul le premier reste accroché aux locomotives, et s'arrêtera avec elles au bout d'environ deux cents mètres. En revanche, la barre d'attelage du second se rompt, et le reste du train roule d'abord une centaine de mètres sur le ballast avant de dévier à gauche vers le bord du remblai, haut à cet endroit d'environ sept mètres. Treize wagons dévalent alors le talus pèle mêle en se culbutant et se chevauchant après rupture de leurs attelages. Quatre d'entre eux plongent dans l'étang formé par une tourbière abandonnée et disparaissent dans l'eau profonde à cet endroit de trois à quatre mètres. Cinq autres les y rejoignent, mais surnagent, soutenus par l'amas de débris des précédents, alors que les quatre suivants s'arrêtent en se couchant sur le talus.
Le reste du train demeure sur le remblai, les huit derniers wagons n'ayant même pas déraillé.

### Les secours
Aussitôt après l'accident, les occupants du train demeurés sains et saufs s'efforcent de dégager les victimes restées coincées dans les épaves, et certains d'entre eux s'illustreront par des actes de courage et de dévouement que la presse se plaira à rapporter. Ainsi, la femme et la fille du marquis d'Audiffret, pair de France, conseiller-maître à la Cour des comptes, sont extraites de leur voiture submergée, et hissées sur le talus par un voyageur anglais.
De même, certains agents du train se distingueront lors des opérations de sauvetage. Le conducteur du fourgon de tête, Benoit Hocq se jette à l'eau et sauve huit personnes, acte qui lui vaudra une médaille et un Prix Montyon. Le graisseur Carré, éjecté du marchepied où il se tenait au moment du déraillement, plonge dans le marais et en tire cinq personnes. Le sous-inspecteur Pierre Hovelt, faisant fonction de chef de train, après avoir quitté à la nage sa voiture engloutie, prend en charge l'organisation et la direction des secours.
La population locale elle aussi apporte son aide aux victimes. Ainsi, très vite, les ouvriers des tourbières voisines sont arrivés avec leurs barques et leurs outils et sauvent de la noyade nombre de passagers prisonniers des épaves immergées ou s'en échappant à la nage. Ils recueillent notamment le docteur Lestiboudois, député du Nord et médecin, qui ensuite dispensera des soins d'urgence aux victimes, parmi lesquelles l'aide de camp du maréchal Oudinot, grièvement atteint.
Les blessés, au nombre d'une quarantaine, reçoivent les premiers soins à Fampoux, où des habitants, à l'exemple de leur curé, leur ouvrent leurs logis, et à Rœux, dont le maire, témoin de l'accident, les accueille dans sa maison de maître. Selon leur état, ils resteront ensuite sur place ou seront envoyés vers les hôpitaux ou hôtels d'Arras et de Douai.
Le journal l'Indépendance Belge se montrera néanmoins critique, en affirmant que « Les paysans des environs accourus sur le théâtre de l'accident entouraient ébahis les voyageurs qui n'en obtenaient qu'avec peine un peu d'eau pour laver leurs blessures ».
Les opérations de secours s'intensifient en fin de journée, avec l'arrivée vers 18 heures de deux trains venant d'Arras et de Douai, amenant des médecins, des sapeurs du 3e régiment du génie et des hussards ainsi que des autorités administratives et judiciaires, dont le maire d'Arras et le procureur du Roi.
On parvient à remettre sur rail quatre wagons, qui, avec les huit n'ayant pas déraillé, sont ramenés à Arras, puis repartent pour Douai et Lille sur la voie adjacente, sur laquelle la circulation n'a jamais cessé.
Compte tenu de la configuration des lieux et de la persistance du passage des trains sur la voie contiguë, les travaux de déblaiement s'avèrent délicats et risqués, à tel point que le lendemain, le convoi parti à 7 heures de Bruxelles, traversant le chantier vers 14 heures, accroche et renverse une chèvre servant au relevage des épaves, blessant trois soldats, dont un devra être amputé d'une jambe. Ce nouvel accident soulève l'émoi dans la presse, et donnera lieu à des actions judiciaires. 
Le 11 juillet, le ministre des travaux publics Pierre Sylvain Dumon visite les lieux accompagné du maire d'Arras .

### Le bilan
Quelques heures après l'accident, onze corps ont été déposés sur le sable du talus et trois autres sont localisés coincés dans les débris. Bien que le relèvement des épaves n'ait pas encore commencé, les autorités croient alors pouvoir annoncer que le bilan définitif de l'accident est de quatorze morts.
Ce chiffre est immédiatement contesté. Ainsi, des témoins soutiennent que les trois wagons engloutis étaient remplis de voyageurs, notamment d'une quinzaine de remplaçants venant rejoindre leur régiment à Lille, et donc que de nombreux cadavres restent encore prisonniers du marais. On affirme également que le bilan initial s'est alourdi, avec le décès de blessés grièvement atteints tel M. Bertrand d'Aigny, l'aide de camp du général Oudinot. Le Journal de la Somme annoncera ainsi que trois blessés ont succombé à leurs blessures dans les jours suivants, portant le bilan total à 17 morts. 
Un lecteur du journal Le Siècle, se présentant comme « témoin oculaire », lui adressera une lettre affirmant que le nombre des morts est « au moins triple » de celui annoncé. D'autres journaux avanceront les chiffres de trente cinq morts, ou cinquante huit disparus.
La compagnie et les autorités s'emploient à réfuter ces rumeurs de sous-estimation du bilan, analogues à celles propagées quatre ans plus tôt après la catastrophe de Meudon. Ainsi, on dément la mort de l'aide de camp du général Oudinot, et on explique que le wagon dans lequel d'aucuns croyaient avoir vu embarquer des remplaçants transportait seulement des bagages. Afin de dissiper tous les doutes, une semaine plus tard, après que quinze hussards eurent plongé dans la tourbière pour l'explorer, on annonce qu'il n'y subsiste plus que des débris insignifiants.
Malgré les démentis, la rumeur d'un bilan s'élevant jusqu'à deux cents morts sera encore colportée à la veille de l'ouverture du procès. Lors de la première audience, le 11 novembre, comme l'avait fait avant lui son homologue au procès de la catastrophe de Meudon, l'avocat du Roi évoquera ces bruits mais en les qualifiant d'« exagération », pour valider « de façon certaine » la version officielle, soit 14 morts.
En ce qui concerne les blessés, dont le nombre réel devait se situer aux alentours d'une quarantaine, le magistrat ne décomptera que les plus atteints, en indiquant que « dix personnes ont été blessées grièvement ».

## Suites

### Réactions
Alors que jusqu'en 1838, l'État n'excluait pas de s'attribuer le monopole de la construction et de l'exploitation des chemins de fer, la loi du 11 juin 1842 avait finalement consacré un système mixte lui réservant l'établissement de l'infrastructure (plateforme et ouvrages d'art), mais déléguant à des compagnies la pose des voies et l'exploitation du service.
Le caractère spectaculaire et le lourd bilan de l'accident de Fampoux, dont la nouvelle est parvenue à la Bourse bien avant d'être rendue publique, offre à la presse l'occasion d'évoquer la portée de cette formule associant la puissance publique à des entreprises privés.
La plupart des journaux se bornent à en prendre acte en rappelant aux partenaires leurs obligations respectives. Ainsi, Le Siècle, monarchiste, insiste sur la responsabilité de l'État en écrivant : « On assure que la compagnie s'occupe de prendre les mesures nécessaires pour prévenir tout(sic) espèce de danger. Nous espérons que le gouvernement y veillera. C'est à lui d'y pourvoir plus particulièrement, car il est responsable pendant un an des travaux et en tout temps de la sûreté publique ». Le Journal des débats politiques et littéraires, libéral, met l'accent sur les devoirs des compagnies : « Nous avons été des partisans sincères de l'exécution et de l'exploitation des chemins de fer par les Compagnies; nous le sommes encore et autant que jamais. Mais nous savons et n'oublierons jamais les obligations que les Compagnies ont contracté envers le public le jour où elles ont accepté le contrat qui leur concède un chemin de fer ».
Tranchant avec cette prudente neutralité, le journal républicain Le National, opposé à l'attribution des chemins de fer au secteur privé, constate ironiquement : « Ainsi débute l'exploitation de M. Rothschild! » et s'indigne : « Ce chemin de fer du Nord a déjà causé dans le monde financier, comme dans le monde moral, les plus graves désordres; il a été un des instrumens(sic) des conversions les plus scandaleuses à la Chambre; n'était-ce pas assez de pervertir ceux qu'il attirait? faut-il qu'aux premiers jours de son existence matérielle il tue ceux qui se fient à lui? » .

### Recherche des responsabilités
Bien que l'accident ait donné lieu à de nombreuses investigations, l'incertitude subsistera sur ses causes, mais la justice finira par lui trouver des responsables. 

#### Multiples investigations
L'événement suscite un nombre inhabituel d'investigations, probablement à cause de l'enjeu du partage des responsabilités entre l'État et son partenaire. La première analyse de l'accident, émanant de la Compagnie et largement diffusée dans ses communiqués, est faite dans un compte rendu circonstancié transmis le surlendemain à ses supérieurs par le sous-inspecteur Hovelt, chef de train. Vient ensuite un rapport administratif plus détaillé établi à la demande du ministre des Travaux publics, Pierre Sylvain Dumon, par l'inspecteur divisionnaire des ponts et chaussées Pierre-François Frissard, publié le 13 juillet, et reproduit in extenso dans la plupart des journaux nationaux.
S'y ajouteront deux rapports d'expertise judiciaire encore plus précis, demandés par le conseiller-rapporteur de la Cour royale de Douai, le premier du 26 juillet par MM. Gillot et Beaumal, sur l'ensemble des faits, le second des 22 et 26 juillet, par M. Le Gavrian, ingénieur-mécanicien, sur l'état des locomotives.
Lors des enquêtes, interviendront aussi de nombreux autres experts ingénieurs, tous fonctionnaires de l'État et ayant pour la plupart participé à la construction de la ligne.

#### Incertitudes sur les causes
Tous les occupants du train ont observé qu'en abordant le lieu de l'accident, les wagons étaient affectés d'un mouvement de lacet anormal juste avant le choc suivi du déraillement. Parmi les causes susceptibles d'expliquer ce phénomène, on peut envisager un affaissement du remblai, construit par l'État sur le sol instable du marais dix huit mois auparavant, et remis le 1er avril 1846 à la Compagnie du Nord qui y a posé ses voies. 
C'est l'hypothèse privilégiée par la Compagnie, qui fait observer que d'autres parties de la ligne livrée par l'État présentent des défauts analogues, et laisse entendre qu'elle compte lui demander des dommages-intérêts et l'appeler en garantie d'éventuelles condamnations prononcées contre elle.
Pourtant, les enquêtes officielles ne retiendront pas cette explication. Ainsi, le rapport administratif de Pierre-Antoine Frissard, envoyé du ministre, conclut : « La catastrophe de Fampoux ne peut être attribuée ni à l'exécution, ni à l'entretien du chemin. Il faut donc en chercher la cause partout ailleurs ». 
Le rapport judiciaire rendu à la Cour royale de Douai va dans le même sens en constatant que les terres du remblai « sont aujourd'hui bien rassises, et on n'y a pas remarqué depuis longtemps de tassemens(sic) sensibles »; des différences de niveau ont cependant été observées, mais elles sont jugées mineures, et « n'auraient pu avoir aucune influence sur l'accident ».
Si le mouvement de lacet susceptible d'avoir provoqué le déraillement n'a pas été causé par le mauvais état du talus, de nombreuses autres raisons peuvent l'expliquer, et seront évoquées lors des enquêtes et des procès qui s'ensuivront. Celle qui semble la plus déterminante est la vitesse du convoi, même si elle ne peut être évaluée qu'avec beaucoup d'approximation faute de compteurs. Le temps mis pour parcourir les 8 kilomètres depuis le départ d'Arras correspond à une moyenne de 22 km/h, mais il ressort de l'ensemble des témoignages recueillis qu'au moment de l'accident le train, qui au sortir d'une déclivité abordait une légère montée, devait marcher à une allure se situant entre 35 et 40 km/h. Pour la plupart des experts, cette vitesse ne pouvait qu'imprimer un mouvement de lacet à un convoi au centre de gravité asymétrique du fait de sa composition hétéroclite comprenant notamment des trucks porteurs de diligences à l'impériale lourdement chargée. Elle dépassait en outre largement la limite de 24 km/h imposée en cas de double traction par l'art. 17 de l'arrêté ministériel du 31 mai 1846 réglant la police de la ligne, rendu exécutoire par le préfet du Pas-de Calais.
Reste à expliquer comment vitesse et lacet se sont conjugués pour produire le déraillement, et là, les experts se perdent en conjectures. Pour certains, lors de la transition entre descente et montée, la queue du train aurait exercé une poussée excessive faisant sortir de la voie les véhicules de tête. Pour d'autres, c'est la barre d'attelage entre le premier et le second fourgon qui en cassant et en se fichant dans le sol, aurait initialement fait sortir ces deux wagons des rails. Pour d'autres encore, le mécanicien de la seconde machine, en renversant la vapeur, aurait créé un tassement brutal du train, puis, par contrecoup, sa coupure.
Pour d'autres enfin, c'est la voie elle-même qui n'aurait pas résisté à « un convoi d'un poids énorme », circulant à cette vitesse, avec en tête deux locomotives pesant chacune 26 tonnes. Le bandage d'une roue avant de la machine de tête présente en effet les traces  « d'un choc considérable et instantané produit par la rencontre d'un corps dur, tel que l'extrémité d'un rail », selon un expert, et puisqu'un rail à l'embout écorné a été retrouvé sur les lieux, il est possible que celui-ci ait formé saillie en se décalant des autres et provoqué le déraillement. Cette explication s'avère d'autant plus plausible qu'un examen attentif des coins de bois calant les rails sur leurs coussinets de fonte révèle que certains d'entre eux semblent avoir sauté avant l'accident. Un lecteur de La Presse, fort de son expérience de « chef de service d'un de nos chemins de fer », évoquera l'insuffisante surveillance de la dilatation des rails en période de forte chaleur.
Quelles qu'aient pu être les causes du déraillement, les autorités judiciaires chargées de l'instruction estiment que la recherche de ses éventuels responsables doit être circonscrite aux quatre employés de la compagnie ayant, selon elles, pu jouer un rôle déterminant dans la composition et la conduite du train.  Par arrêt de la Cour royale de Douai du 20 août 1846, sont donc traduits devant le tribunal de police correctionnelle de Lille : Jules-Alexandre Petiet (33 ans, ingénieur de l'exploitation, chargé de l'organisation générale du service), Pierre-Joseph Hovelt (37 ans, sous-inspecteur, faisant fonction de chef de train), Alexandre Duthoit (26 ans, mécanicien de la machine de tête), et Antoine-François Bolu (46 ans, mécanicien de la seconde machine).

### Les procès

#### Première instance
Le procès est ouvert du 11 au 15 novembre. Après de longs débats faisant intervenir trente-cinq témoins, l'avocat du Roi demande dans son réquisitoire la condamnation des quatre accusés, responsables, selon lui, de la vitesse excessive à l'origine de l'accident. Leur défenseur, Eugène Bethmont, déjà avocat de la défense lors du procès de la catastrophe de Meudon conteste la force obligatoire de l'arrêté ministériel limitant la vitesse, puisque l'article 14 de la loi du 15 juillet 1845 imposait que cette mesure de police soit prise sous la forme plus solennelle d'un règlement d'administration publique. Et surtout, il plaide le doute sur les causes de l'accident, en déclarant notamment : « La justice dira-t-elle qu'ici la vitesse a tout fait? Je ne crois pas que cela soit exempt de danger. Si vous n'êtes pas assez instruits, attendons. Ce n'est pas à la justice à donner l'exemple de ces témérités. C'est à elle à bien se souvenir qu'elle n'est redoutable et respectée que lorsqu'elle ne rend ses arrêts, ses décisions, qu'avec une certitude complète. Quand la société est d'un côté, la loi pénale à la main, et un individu de l'autre, et qu'il y a doute, la justice s'abstient...Dans le doute, elle juge en s'abstenant. ». Le tribunal suivra cette invitation à la prudence en relaxant les quatre accusés. Bien que rendu au terme d'un long délibéré, son jugement est très bref et « renvoie tous les prévenus des poursuites sans frais » aux motifs que si la catastrophe a « eu pour cause immédiate un déraillement(...) la cause de ce déraillement lui-même est, malgré les plus grands efforts de la justice et le tribut insuffisant des lumières de la science, demeuré enseveli(sic) dans le domaine des conjectures, la plupart inconciliables entre elles, exclusives de toute culpabilité, conduisant d'ailleurs toutes au doute, et dès lors forcément à l'absolution. ».

#### Appel
Souhaitant qu'à défaut de se prononcer sur les causes de l'accident, la justice sanctionne au moins les coupables d'une infraction, le Parquet défère ce jugement devant la chambre des appels correctionnels de la cour royale de Douai. L'ouverture du nouveau procès, prévue le 13 décembre, est reportée au 21, les magistrats tenant à se rendre au préalable sur les lieux. L'affaire est jugée en cinq audiences, qui ne parviennent pas plus qu'en première instance à lever les incertitudes sur les causes du déraillement. L'avocat du Roi fonde donc essentiellement ses réquisitions sur la vitesse d'environ 40 km/h du train, qu'il présente comme pénalement répréhensible à deux titres. D'une part, et principalement, parce qu'elle était en infraction avec l'arrêté ministériel du 31 mai 1846 limitant à 24 km/h la vitesse des convois en double traction, dont il affirme le caractère obligatoire. D'autre part, et subsidiairement, en admettant même que l'arrêté ne soit pas applicable, parce que l'allure inadaptée à la composition du train et à la configuration des lieux révélait une imprudence fautive relevant de l'article 19 de la loi du 15 juillet 1845 sur la police des chemins de fer.
Dans son arrêt, rendu le samedi 26 décembre 1846 après 4 heures de délibéré, la cour se range à ce raisonnement, et déclare l'arrêté ministériel « légal et obligatoire », en prenant cependant la précaution de préciser qu'« en supposant même que le règlement n'eût pas force obligatoire, l'absence de toute règle devait être (...) un motif de plus de diminuer la vitesse ». Estimant que l'inspecteur Hovelt, chef du train, et le mécanicien Bolu, conducteur de la seconde machine, n'avaient aucune maîtrise sur la vitesse, elle confirme leur acquittement de première instance. En revanche, elle déclare coupable d'homicide par imprudence l'ingénieur de l'exploitation Petiet ayant prescrit l'allure, et le mécanicien Dutoit qui menait la première locomotive, en trouvant cependant « dans la désuétude où le règlement est tombé et dans la tolérance de l'autorité sous les yeux de laquelle ce règlement était tous les jours audacieusement violé, l'existence de circonstances atténuantes». Ils sont donc tous deux condamnés à quinze jours de prison et aux frais du procès, le premier devant en outre payer une amende de 3 000 francs.

#### Recours en cassation
Saisie par les deux condamnés, la Cour de cassation, le 24 avril 1847, leur donnera une satisfaction de principe en décidant que l'arrêté ministériel limitant la vitesse n'avait pas de force juridique. Elle n'en rejettera pas moins leur recours en validant le motif subsidiaire de la condamnation qu'avait pris soin d'insérer la Cour d'appel dans son arrêt.